# Progress MS-27
Progress MS-27 (rusky: Прогресс МC-27, identifikace NASA: Progress 88P) byla ruská nákladní kosmická loď řady Progress postavená společnosti RKK Energija a provozovaná agenturou Roskosmos za účelem zásobování Mezinárodní vesmírné stanice (ISS). Ke své půlroční misi odstartovala 30. května 2024.

## Loď Progress MS

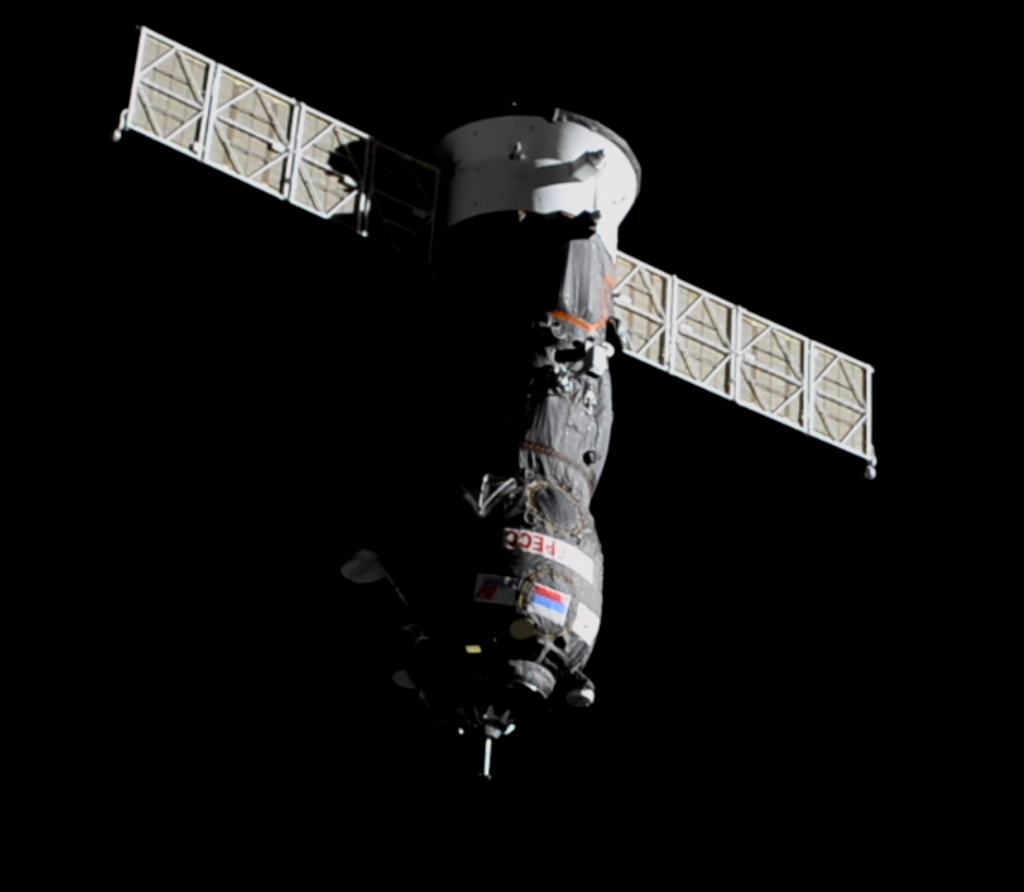
Progress MS-16 při příletu k ISS.

Progress MS je celkem pátá varianta automatické nákladní kosmické lodi Progress používané od roku 1978 k zásobování sovětských a ruských vesmírných stanic Saljut a Mir a od roku 2000 také Mezinárodní vesmírné stanice (ISS). První let této varianty s označením Progress MS-01 odstartoval 21. prosince 2015. Celková délka lodi dosahuje 7,2 metru, maximální průměr 2,72 metru, rozpětí dvou solárních panelů 10,6 metru. Startovní hmotnost je až 7 400 kg, z toho užitečné zatížení může dosáhnout až 2 600 kg.
Varianta MS zachovává základní koncepci vytvořenou už pro první Progressy. Skládá se ze tří sekcí – nákladní (pro suchý náklad a vodu), pro tankovací komponenty (na kapalná paliva a plyny) a přístrojové. Varianta je oproti předchozí verzi M-M doplněna o záložní systém elektromotorů pro dokovací a těsnicí mechanismus, vylepšenou ochranu proti mikrometeoroidům a zásadně modernizované spojovací, telemetrické a navigační systémy včetně využití satelitního navigačního systému Glonnas a nového – digitálního – přibližovacího systému Kurs NA. Od lodi MS-03 pak Progressy obsahují také nový vnější oddíl, který umožňuje umístění čtyř vypouštěcích kontejnerů pro celkem až 24 CubeSatů.

## Průběh mise
Start standardního letního zásobovacího letu se uskutečnil v souladu s plánem 30. května 2024 v 09:42:59 UTC z kosmodromu Bajkonur na špičce rakety Sojuz 2.1a. Kosmická loď Progress s výrobním číslem 457 se 1. června 2024 v 11:43:05 UTC připojila k hornímu portu modulu Poisk. Mise byla celkem 180. letem nákladní lodi typu Progress a současně jejím 91. letem k ISS.
Let trval bezmála půl roku a kosmická loď na jeho konci opustila stanici s odpadem, kterým byla naplněna před odletem. Od modulu Poisk se oddělila 19. listopadu 2024 ve 12:53:27 UTC, poté řízeně zanikla kolem 16:43 UTC v horních vrstvách atmosféry nad plavebně nevyužívanou oblastí jižního Tichého oceánu, do níž zhruba po osmi minutách dopadly případné nespálené zbytky kosmické lodi.

## Náklad
Kosmická loď přivezla na ISS 2 504 kg nákladu, který se skládal z:
- paliva pro motory stanice (754 kg),
- pitné vody (420 kg),
- dusíku (40 kg),
- ostatního nákladu pro posádku a systémy stanice (1 290 kg).[10]

Do ostatního nákladu patří zejména náhradní a modernizační díly pro systémy ruského segmentu ISS, nářadí pro opravy, lékařské vybavení, hygienické potřeby, potraviny, náklad pro posádku (pošta, osobní předměty apod.) a vědecká zařízení a materiál pro experimenty a výzkumy prováděné posádkou na palubě. Při tomto letu bude na palubě např. hyperspektrometr pro průzkum zemského povrchu v různých spektrálních rozsazích za účelem řešení problémů v zájmu ekologie, zemědělství, lesního a vodního hospodářství a monitorování různých havarijních situací.